# Dick Sprang
Richard W. “Dick” Sprang (* 28. Juli 1915 in Fremont, Ohio; † 10. Mai 2000 in Prescott, Arizona) war ein US-amerikanischer Comiczeichner.

## Leben und Arbeit
Sprang begann bereits als Jugendlicher Schilder und Werbezettel für lokale Werbeagenturen zu zeichnen, bevor er unmittelbar nach dem Highschool-Abschluss als Illustrator für die Tageszeitung Toledo News zu arbeiten begann. Nach seiner Übersiedlung nach New York City heuerte er als freiberuflicher Illustrator für sogenannte Pulp-Magazine an. Als das Genre der Pulp-Magazine 1941 im Niedergang begriffen war, wechselte Sprang in die Comicbranche. Nachdem er beim Redaktionsleiter von DC-Comics, Sidney Ellsworth, einige Probezeichnungen eingereicht hatte, stellte dieser Sprang als Zeichner für die Batman-Serie ein, in deren 17. Ausgabe erstmals von Sprang gestaltete Comicseiten erschienen.
Sprang blieb dem Batman-Charakter knapp 20 Jahre lang verbunden: Bis 1955 arbeitete er an der monatlichen Batman-Serie, dann von 1955 bis 1963 an der Serie World's Finest, die gemeinsame Abenteuer von Superman und Batman, der beiden populärsten Charaktere in DCs Verlagsprogramm, erzählte. Während seiner Zeit als Batman-Zeichner schuf Sprang unter anderem das Design für den Riddler, einen der populärsten und dauerhaftesten Schurken der Serie, sowie das Redesign von Batmans „Einsatzwagen“, dem sogenannten „Batmobil“, 1948. Kennzeichnend für Sprangs Interpretation des „dunklen Ritters“ war das massive Granitkinn, sowie das ausdrucksstarke Gesicht, das er seiner Figur gab. Sprangs unverkennbarer, leicht kantiger Zeichenstil wirkte sich als äußerst nachhaltig und einflussreich für die Batman-Serie aus: So wurde Sprang von vielen späteren Zeichnern nachgeahmt und seine Designs von Gotham City und seinen Bewohnern bildeten die Grundlage für den Vorspann der Batman-Fernsehserie der 1960er Jahre.
1946 siedelte Sprang nach Sedona in Arizona, 1956 nach Utah über, wo er sich als Viehzüchter versuchte, bevor er 1972 nach Prescott zog. In späteren Jahren tat er sich erneut durch den Verkauf von Batman-Lithografien hervor, die in Sammlerkreisen heute Rekordwerte erreichen.